# Windhoek-Eros Park

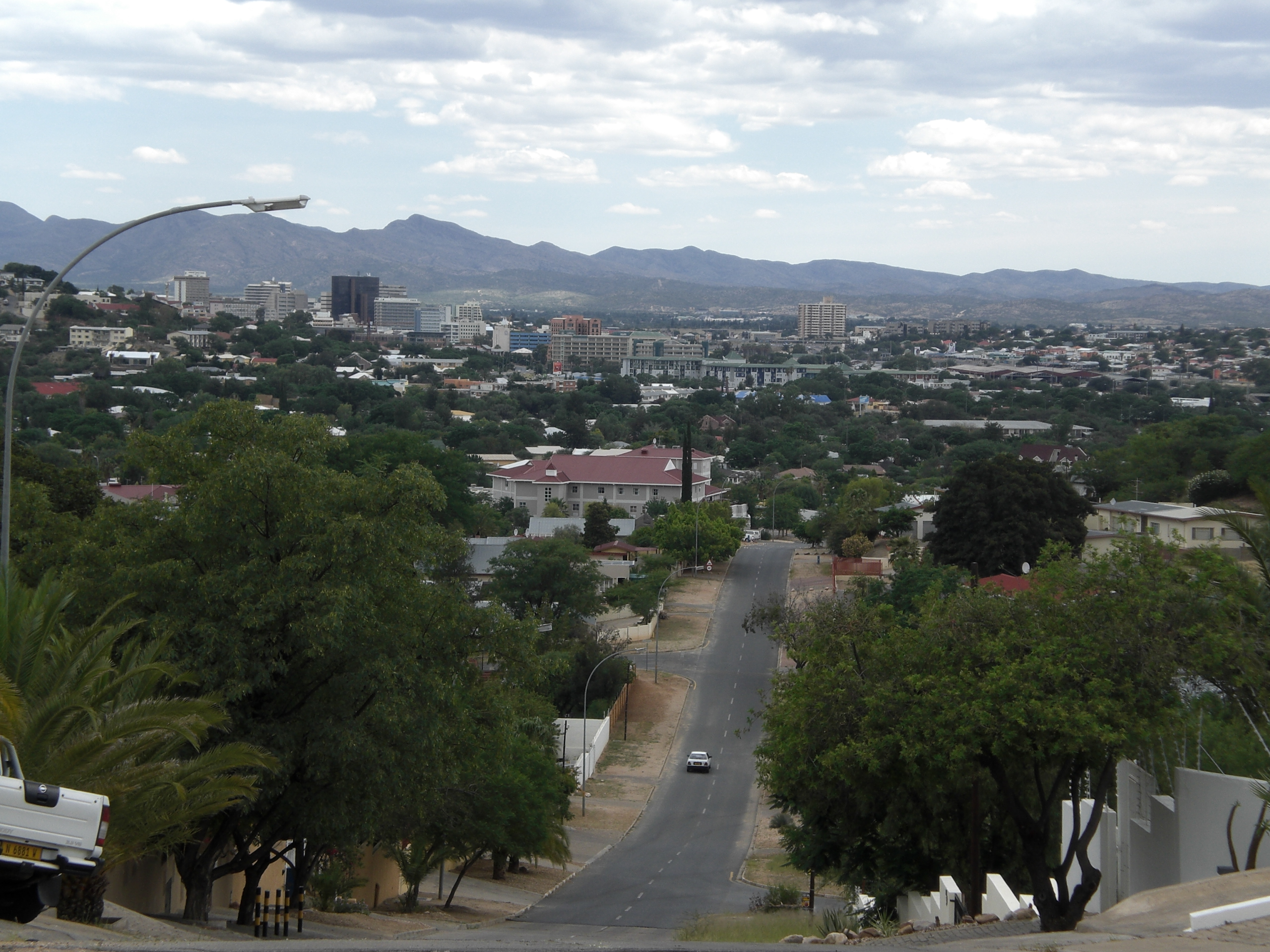
Eros Park (im Hintergrund Eros)

Eros Park (auch Erospark) ist eine Vorstadt von Windhoek (Namibia) und liegt im Nordosten der Stadt auf einem Hügel am Rande der Erosberge. Zu seinen Füßen liegt der Stadtteil Eros.
Eros Park gehört zu den teuersten Wohngegenden Windhoeks. Der Stadtteil wird von großen Villen und Einzelhäusern dominiert. Hier befindet sich neben zahlreichen Residenzen von Botschaftern auch das Privathaus des namibischen Präsidenten Hifikepunye Pohamba.